# 韦内雷港
韦内雷港（義大利語：Porto Venere），是意大利拉斯佩齐亚省的一个市镇。总面积7平方公里，人口3942人，人口密度563.1人/平方公里（2009年）。ISTAT代码为011022。“維內雷”據說源自愛神維納斯，所以維內雷港也有「維納斯之港」之稱。